# Kennedia glabrata
Kennedia glabrata är en ärtväxtart som beskrevs av John Lindley. Kennedia glabrata ingår i släktet Kennedia och familjen ärtväxter. Inga underarter finns listade i Catalogue of Life.